# De la Pământ la Lună

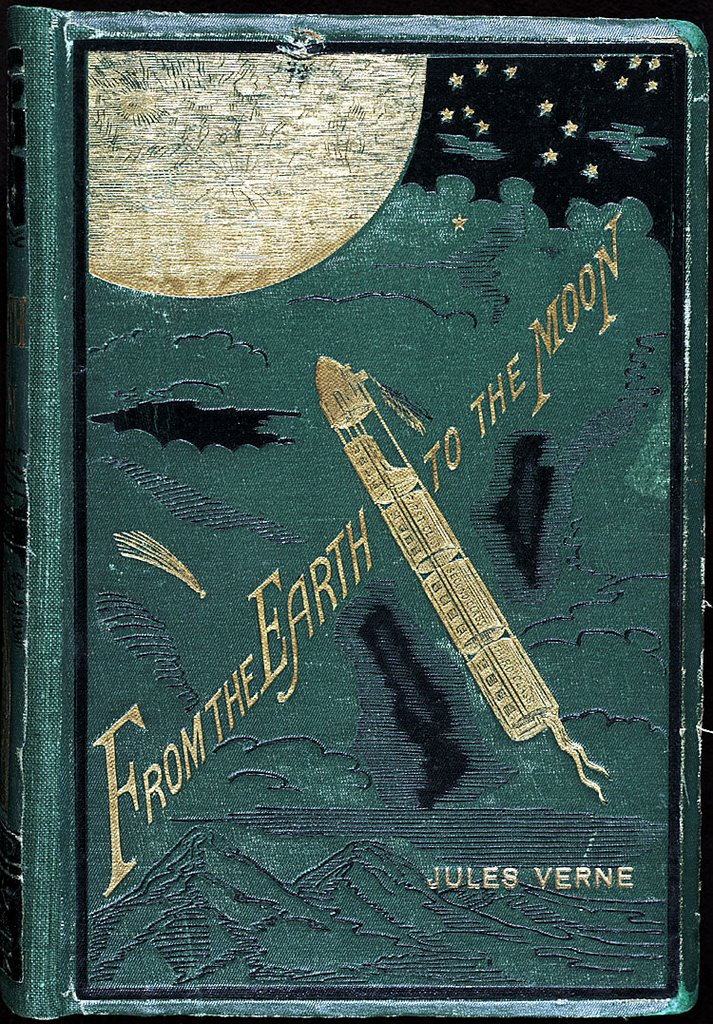

De la Pământ la Lună (în franceză De la Terre à la Lune) este un roman științifico-fantastic umoristic scris de Jules Verne în 1865.
Scrierea este una dintre cele mai vechi din acest gen. Romanul descrie povestea unui președinte al unui club de arme din Baltimore după Războiul Civil American, a rivalului său, un producător de arme din Philadelphia și a unui francez care a construit o enormă navă spațială / armă numită Columbiad în formă de obuz care va fi lansată în spațiu spre Lună. Povestea este, de asemenea, notabilă pentru că Verne a încercat să facă unele calcule surprinzător de apropiate de cele reale, mai ales având în vedere lipsa totală a oricăror date cu privire la subiect în acel moment. Cu toate acestea, scenariul s-a dovedit a fi impracticabil în condiții de siguranță pentru călătoria în spațiu cu echipaj uman deoarece necesită un timp mai lung pentru a atinge viteza de evadare cu limitarea accelerației la limitele suportabile pentru pasageri. Personajul Michel Ardan din roman a fost inspirat de Félix Nadar.
De la Pământ la Lună formează prima parte a unei aventuri încheiate cu În jurul Lunii. Cele două romane constituie un tot unitar, ceea ce a făcut ca multe dintre traducerile în limba română să le includă în același volum, ca două părți ale aceluiași roman. Mai multe personaje ale seriei, printre care trioul care conduce Gun Club-ul, reapar în romanul Întâmplări neobișnuite, publicat douăzeci de ani mai târziu, fără un succes deosebit și redescoperit în 1975.

## Povestea
După sfârșitul războiului civil, Baltimore Gun Club și președintele acestuia, Barbicane, încearcă să trimită o ghiulea pe Lună. După mai multe întâlniri, Gun Club organizează o strângere de fonduri de-a lungul planetei pentru a avea fonduri necesare proiectului. După colectarea banilor, proiectul se conturează sub forma unui tun uriaș, Columbiad.
Clubul efectuează mai multe experimente pe teritoriul Statelor Unite, constrângerile fizice impunând alegerea locului de lansare în Florida. În timpul construirii tunului, pe adresa Clubului vine o telegramă de la francezul Michel Ardan, care propune fabricarea unui proiectil gol, în care el să fie introdus pentru a ajunge pe Lună. După verificarea existenței acestui francez, Club Gun suspendă fabricarea proiectilului.
Ajuns în Statele Unite, Ardan convinge publicul de posibilitatea realizării ideii sale. Numai căpitanul Nicholl, adversarul și rivalul lui Barbicane, se opune. Ardan rezolvă conflictul dintre cei doi, propunându-le să-l însoțească în călătoria spre Lună. În cele din urmă vine ziua lansării, care este un succes. Pe Pământ, lumea este îngrijorată deoarece proiectilul nu poate fi urmărit de la sol din cauza norilor, dar după câteva zile el este descoperit în cele din urmă pe orbită în jurul Lunii.

### Capitolele cărții
| - Capitolul I Gun-Clubul - Capitolul II Comunicarea președintelui Barbicane - Capitolul III Efectul comunicării lui Barbicane - Capitolul IV Răspunsul observatorului din Cambridge - Capitolul V Romanul Lunii - Capitolul VI Ceea ce nu se poate să nu se știe și ce nu mai este permis să se creadă în Statele Unite - Capitolul VII Imnul proiectilului - Capitolul VIII Povestea tunului - Capitolul IX Problema publerii - Capitolul X Un dușman la douăzeci și cini de milioane de prieteni - Capitolul XI Florida și Texas - Capitolul XII Urbi et orbi - Capitolul XIII Stone's-Hill - Capitolul XIV Cazmaua și mistria | - Capitolul XV Sărbătoarea turnării fontei - Capitolul XVI Columbiadul - Capitolul XVII O telegramă - Capitolul XVIII Călătorul de pe Atlanta - Capitolul XIX Un miting - Capitolul XX Atac și ripostă - Capitolul XXI Cum aranjează un francez o afacere - Capitolul XXII Noul cetățean al Statelor Unite - Capitolul XXIII Vagonul proiectil - Capitolul XXIV Telescopul de pe Munții Stâncoși - Capitolul XXV Ultimele amănunte - Capitolul XXVI Foc! - Capitolul XXVII Timp înnourat - Capitolul XXVIII Un nou astru |

## Realitatea științifică

### Fezabilitatea tehnică a unui tun spațial
În scrierea sa din 1903 despre călătoria în spațiul cosmic, Konstantin Țiolkovski a respins ideea lui Verne de a folosi un tun pentru lansare. El a concluzionat că țeava unui astfel de tun ar trebui să fie imposibil de lungă. Tunul din poveste ar trebui să trimită obuzul cu o accelerare de aproximativ 22.000 g.
Fie o armă de lansare în spațiu cu un tun de lungime ({\displaystyle l}) și viteza necesară de evadare ({\displaystyle v_{e}}), atunci accelerația ({\displaystyle a}) se calculează cu următoarea formulă:
{\displaystyle a={\frac {v_{e}^{2}}{2l}}}
Gerald Bull și proiectul HARP au dovedit după 1961 că un tun poate trage un proiectil cu o masă de 180 kg până la 180 km înălțime și va atinge doar 32% din viteza de evadare necesară. În plus, în timpul seriei de teste nucleare Plumbbob din Nevada, 900 kg oțel au fost aruncate la mare distanță. Unii cred că acest material a ajuns în spațiu, deoarece a atins o viteza de două ori (până la de șase ori) viteza de evadare, dar inginerii cred ca s-a topit în atmosferă.

### Asemănările cumisiunea Apollo
- Tunul lui Verne se numește Columbiad - iar modulul de comandă al misiunii Apollo 11 (Apollo CSM) a fost denumit Columbia[3].

- Echipajul navei spațiale a fost format din trei persoane - în misiunea Apollo 11 echipajul era format din Neil A. Armstrong (Comandant), Michael Collins (Comandantul modulului pilot), Edwin E. Aldrin, Jr. (Pilotul modulului lunar). În roman echipajul este format din: Barbicane, Michel Ardan și Căpitanul Nicholl.

- Dimensiunile proiectilului sunt foarte apropiate de dimensiunile modulului de comandă.

- Lansarea proiectilului în roman are loc în Florida, la fel ca toate misiunile Apollo (Verne concluzionează corect în carte că obiectele sunt lansate mai ușor în spațiu dacă lansarea se facă spre zenitul unui loc anume și că zenitul se aliniază mai bine cu orbita Lunii în apropierea ecuatorului terestru. În carte, Florida și Texas concurează pentru lansare, iar Florida câștigă).

- Costul programului din carte (echivalentul a 12,1 miliarde de dolari în 1969) este aproape similar cu costul total al programului Apollo până la Apollo 8 (14,4 miliarde de dolari).

- Atât nava din carte, cât și racheta Apollo au fost realizate din materiale recuperate de pe vase ale marinei americane.

- Proiectilul Columbiad a fost construit din aluminiu (în loc de oțel, uzual în acele vremuri), la fel modulul Columbia a fost în principal construit din aliaje de aluminiu.

## Teme abordate în roman

### Inventarea astronauticii
- Cunoștințele epocii: Jules Verne compune o listă a întrebărilor pe care o asemenea întreprindere le ridica în acea vreme:

1. Este posibilă trimiterea unui proiectil pe Lună?
2. Care este distanța exactă dintre Pământ și satelitul său?
3. Care ar fi durata traiectoriei proiectilului căruia i s-a imprimat o viteză inițială suficientă și în ce moment ar trebui el lansat pentru a întâlni Luna într-un punct determinat?
4. În ce moment precis s-ar prezenta Luna în poziția cea mai favorabilă pentru a fi atinsă de proiectil?
5. Ce punct de pe cer ar trebui vizat cu tunul destinat lansării proiectilului?
6. Ce loc ar ocupa Luna pe cer în momentul lansării proiectilului?
Răspunsul la aceste întrebări ar permite determinarea cunoștințelor epocii. Mereu prudent, Jules Verne prezintă soluțiile tehnice imaginate de personaje ca ipoteze, cum se întâmplă de exemplu în cazul sistemului compus dintr-o podea cu apă, menit să amortizeze efectele accelerației de la decolare. Inventatorul lui, Barbicane, i se confesează lui Ardan, spunându-i că sistemul s-ar putea dovedi ineficient. În realitate, oamenii de știință au stabilit că, în condițiile descrise de Jules Verne, călătorii nu ar fi supraviețuit presiunii exercitate asupra organismelor lor în momentul accelerării inițiale. 
- Alegerea unei locații favorabile
- Finanțarea: Jules Verne consacră un capitol întreg acestei chestiuni, arătând că eroii săi, departe de a fi visători, își fac griji pentru detaliile materiale și, făcând apel la o finanțare benevolă și internațională, scot proiectul dintr-un cadru pur planetar pentru a crea o utopie planetară dezinteresată.

### Astronomia
De la Pământ la Lună este primul roman, dar nu ultimul, în care Verne se interesează de astronomie. El dedică cel puțin trei capitole expunerii cunoștințelor epocii în domeniu:
- Observarea astronomică, optica, telescoapele, astronomii celebri;
- Selenografia și autorii ei;
- Fazele lunii;
- Pluralitatea lumilor.

### Artileria
Artileria ocupă un loc important în roman, atât ca soluție tehnică pentru călătoria pe Lună, cât și ca pretext pentru autor de a-i stabili progresului tehnic obiective mai curând pacifiste decât militare. Gun Club-ul din Baltimore nu are printre membrii săi decât persoane care participă la inventarea sau îmbunătățirea armelor de foc. Admirabile din punct de vedere tehnic, invențiile lor sunt de o cruzime grotescă în ceea ce privește efectele. Pentru a rupe cercul vicios al îmbunătățirii continue a armelor cu consecințe nefaste, Jules Verne propune un scop pacifist, ridicând în acest scop probleme legate de:
- Balistică;
- Artilerie - construirea tunului;
- Praful de pușcă necesar tunului - Verne se mândrea că nu a recurs la miraculos, ci doar a extrapolat pornind de la fapte dovedite, spre deosebire de H. G. Wells care, în Primii oameni în Lună, a inventat "cavoritul", o substanță care se presupune că nu ar fi afectată de gravitație.

## Lista personajelor

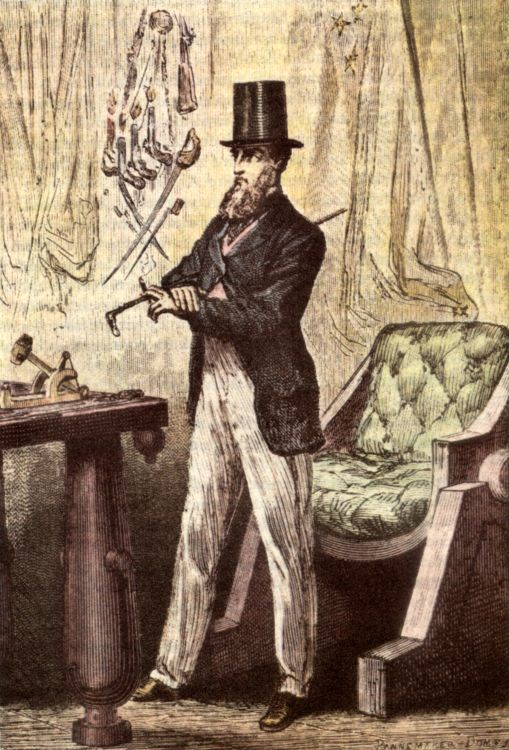
Impey Barbicane - preşedinte al Gun Club-ului din Baltimore
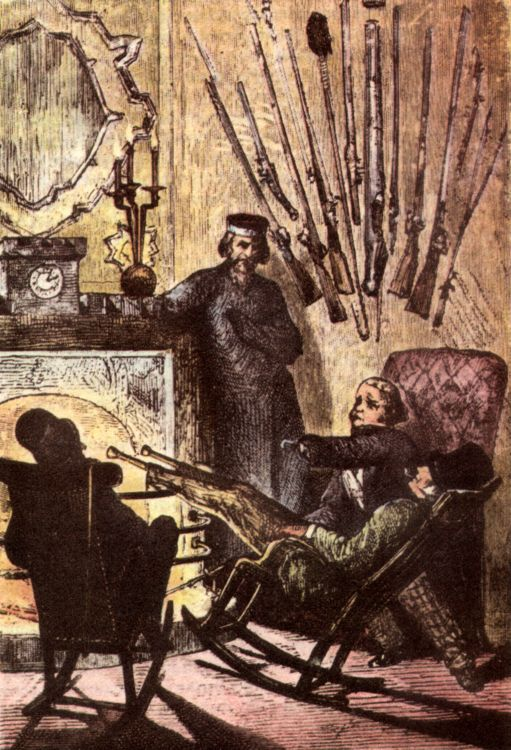
J.-T. Maston - secretar al aceluiaşi club (în imagine cel cu cârlig în loc de mână)
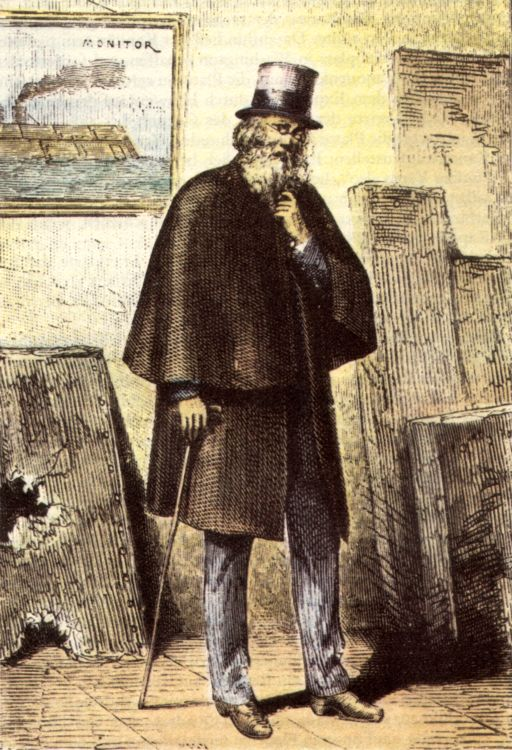
Căpitanul Nicholl - savant originar din Philadelphia
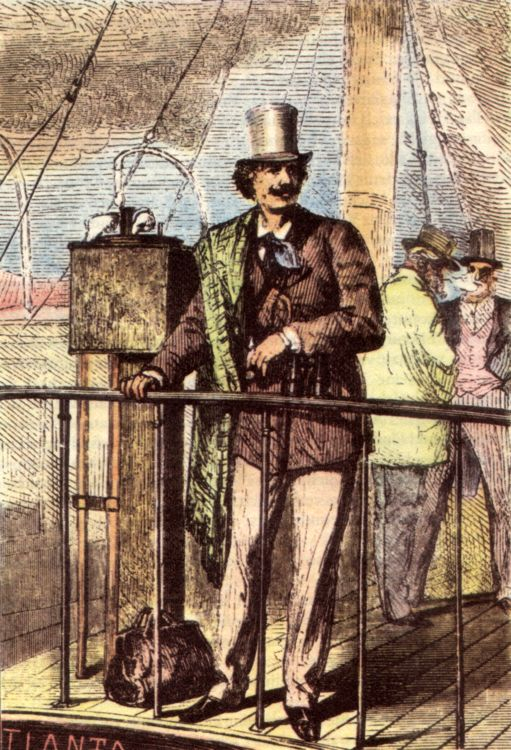
Michel Ardan - explorator francez

- J.-M. Belfast - directorul observatorului de la Cambridge, Massachusetts
- Bilsby - fost ofițer de artilerie în armata generalului Sherman
- Colonelul Blomsberry - alt fost ofițer din Războiul de secesiune
- Maiorul Elphiston - membru, împreună cu Maston și generalul Morgan, al comitetului de execuție însărcinat cu studiul problemei tunului, proiectilului și a prafului de pușcă
- Tom Hunter
- Generalul Morgan - membru al comitetului de execuție

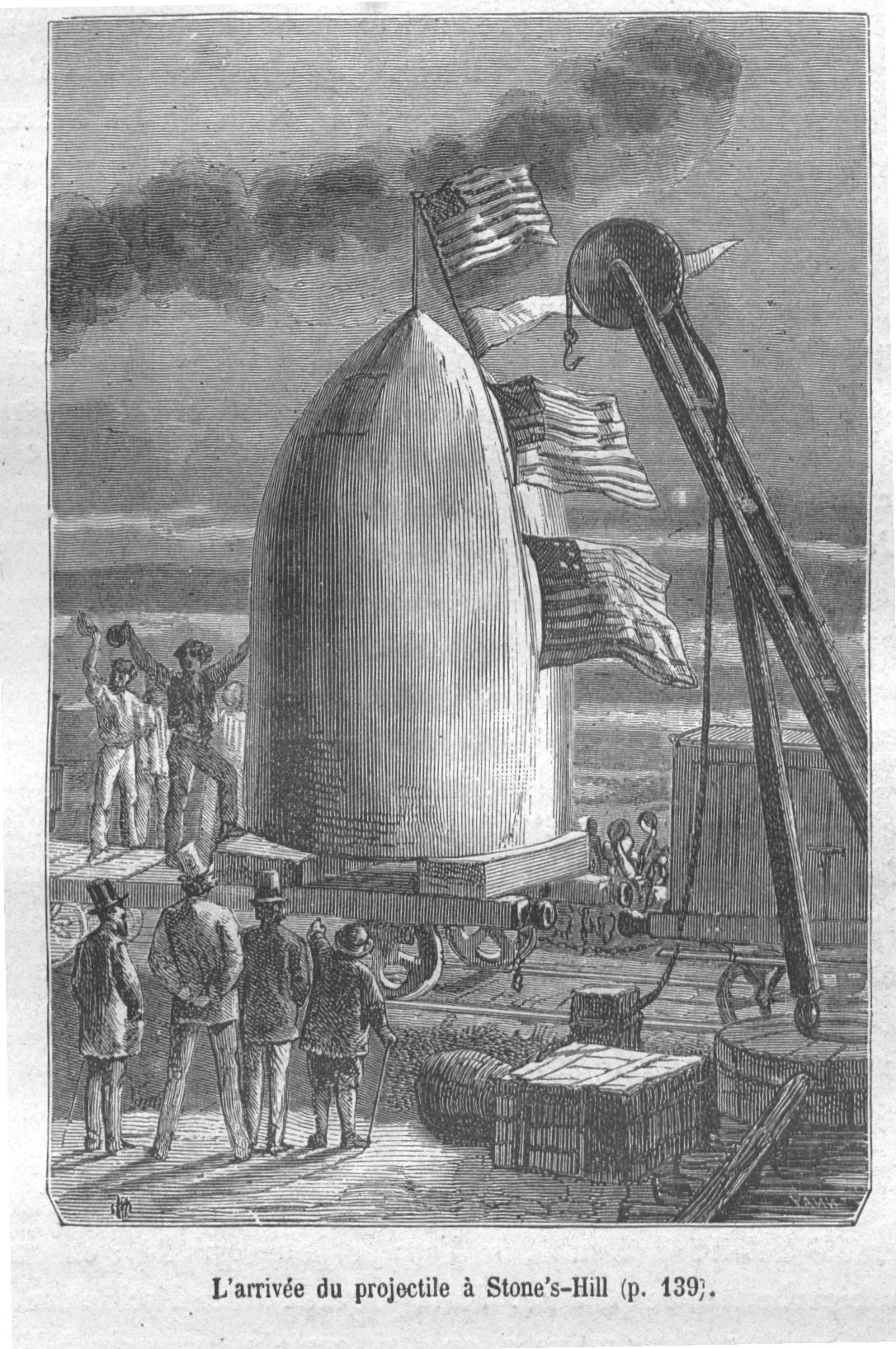

- Murchison - inginer
- Membrii Gun-Club-ului

## Adaptări și influențe
Romanul a fost adaptat în 1875 în opereta Le voyage dans la lune, cu o muzică semnată de Jacques Offenbach, care s-a jucat la Théâtre de la Gaîté, apoi la Théâtre du Châtelet.
În Primii oameni în Lună (1901) a lui H. G. Wells (relatând tot despre prima călătorie pe Lună), protagonistul, dl. Bedford, îi pomenește companionului său, profesorul Cavor, despre romanul lui Verne, iar acesta răspunde că nu știe la ce se referă. Verne a criticat romanul scriitorului britanic, arătând că el a folosit un tun și praf de pușcă pentru a-și trimite oamenii pe Lună, lucruri care pot fi văzute în orice zi. "De unde își ia dl. Wells "cavoritul"?" a întrebat el. "Să mi-l arate!"
Romanul lui Verne și cel al lui Wells au constituit sursa de inspirație pentru primul film science-fiction, Voiajul în lună, un film mut realizat de Georges Méliès în 1902. În 1958 a fost lansată o altă ecranizare a romanului vernian, De la Pământ la Lună (From the Earth to the Moon), unul dintre ultimele filme realizate sub sigla RKO Pictures. Povestea a stat și la baza unei adaptări destul de îndepărtate de original, Jules Verne's Rocket to the Moon (1967), o comedie britanică avându-i în distribuție pe Burl Ives și Terry-Thomas. Filmul cehoslovac din 1961, Baron Prásil, combină personajele și acțiunile din romanul lui Verne cu cele din istoriile Baronului Münchhausen și a lui Cyrano de Bergerac.
Romanul și continuarea sa, În jurul Lunii, au constituit sursa de inspirație pentru jocul pe calculator Voyage: Inspired by Jules Verne.
În 1889, Verne a scris o nouă continuare, Întâmplări neobișnuite, în care membrii Gun Club-ului (conduși de J. T. Maston) plănuiesc să se folosească de "Columbiad" pentru a modifica înclinarea globului terestru, făcând astfel posibilă exploatarea bogățiilor minerale ale regiunilor arctice.
Printre multele omagii aduse SF-ului clasic, un număr al revistei de benzi desenate Planetary prezintă descoperirea făcută de grupul Planetary despre succesul lansării proiectilului Gun Club-ului, continuând cu ideea că o greșeală de calcul a modificat orbita în timp, ducând la moartea astronauților din lipsă de aer și de mâncare.
Barbicane apare în romanul lui Kevin J. Anderson Captain Nemo: The Fantastic History of a Dark Genius ca un oficial otoman al cărui rival, Robur, a realizat o serie de arme pentru a-l contracara, una dintre ele fiind o tentativă de a trimite pe Lună o misiune formată din trei oameni.
În timpul călătoriei de întoarcere de pe Lună, echipajul navetei Apollo 11 s-a referit la cartea lui Jules Verne în timpul unei emisiuni televizate din 23 iulie. Comandantul misiunii, astronautul Neil Armstrong, a spus: "Cu o sută de ani în urmă, Jules Verne a scris o carte despre o călătorie spre Lună. Naveta sa, Columbia, a fost lansată din Florida și a aterizat în Oceanul Pacific după ce a încheiat călătoria spre Lună. Ni se pare potrivit să vă împărtășim câteva dintre gândurile echipajului, ținând cont că naveta Columbia din zilele noastre se va întâlni mâine cu planeta Pământ și același Ocean Pacific."
În Back to the Future Part III, Clara Clayton îl întreabă pe Emmett Brown dacă e de părere că omenirea va "călători spre lună așa cum călătorim de-a lungul pământului cu trenul // travel to the moon the way we travel across the country on trains". Venind din viitor, Doc știe deja că acest lucru nu se va petrece timp de încă 84 de ani, dar afirmă că o vor face, citând un pasaj din De la Pământ la Lună. Clara îl chestionează asupra citatului și astfel își descoperă cei doi dragostea reciprocă pentru romanele lui Jules Verne.
Primul roller-coaster Space Mountain din Disneyland Paris, numit  Space Mountain: De la Terre à la Lune, pornește de la ideea romanului, incluzând naveta "Columbiad", care se destinde cu un bubuit și produce fum la trecerea fiecărei mașini, dându-le călătorilor senzația că sunt aruncați în spațiu.

## Traduceri în limba română
Multe dintre traducerile în limba română au inclus în același volum și romanul În jurul Lunii ca fiind partea a II-a a cărții, dar acesta nu apare specificat pe copertă.
- cca 1933 - Dela Pământ la Lună, Ed. Cultura Românească, traducere G. B. Rareș, 252 pag.
- 1937 sau 1942 - Dela Pământ la Lună, Ed. Cugetarea, traducere George B. Rareș, 152 pag.
- 1958 - De la Pămînt la Lună, Ed. Tineretului, colecția "Cutezătorii", traducere Dorina Ghinea, 380 pag.
- 1960 - De la Pămînt la Lună, Ed. Tineretului, colecția "Cutezătorii", traducere Dorina Ghinea, 380 pag.
- 1963 - De la Pămînt la Lună, Ed. pentru literatură, colecția "Biblioteca pentru toți", nr. 203, traducere Val. Panaitescu, 446 pag.
- 1977 - De la Pămînt la Lună, Ed. Ion Creangă, colecția "Jules Verne", nr. 14, traducere Aurora Gheorghiță, 288 pag.
- 1990 - De la Pămînt la Lună, Ed. Ion Creangă, colecția "Jules Verne", nr. 14, traducere Aurora Gheorghiță, 240 pag.
- 1995 - De la Pământ la Lună, Ed. Datina, traducere A. Gheorghiță, 368 pag., ISBN 973-95817-4-9
- 2002 - De la Pământ la Lună, Ed. Corint, traducere Traian Fințescu, 168 pag. ISBN 978-973-135-077-6
- 2004 - De la Pământ la Lună, Ed. Regis, 224 pag.
- 2005 - De la Pământ la Lună, Ed. Corint Junior, traducere Traian Fințescu, 200 pag., ISBN 973-7789-30-X
- 2009 - De la Pământ la Lună. În jurul Lunii, Ed. Eduard, 476 pag., ISBN 978-973-1820-82-8
- 2010 - De la Pământ la Lună, Ed. Adevărul, Colecția "Jules Verne", vol. 14, traducere Diana-Irina Gabor și Mihaela-Anna Mihailide, 380 pag., ISBN 978-606-539-150-5